# Jacob Meckel

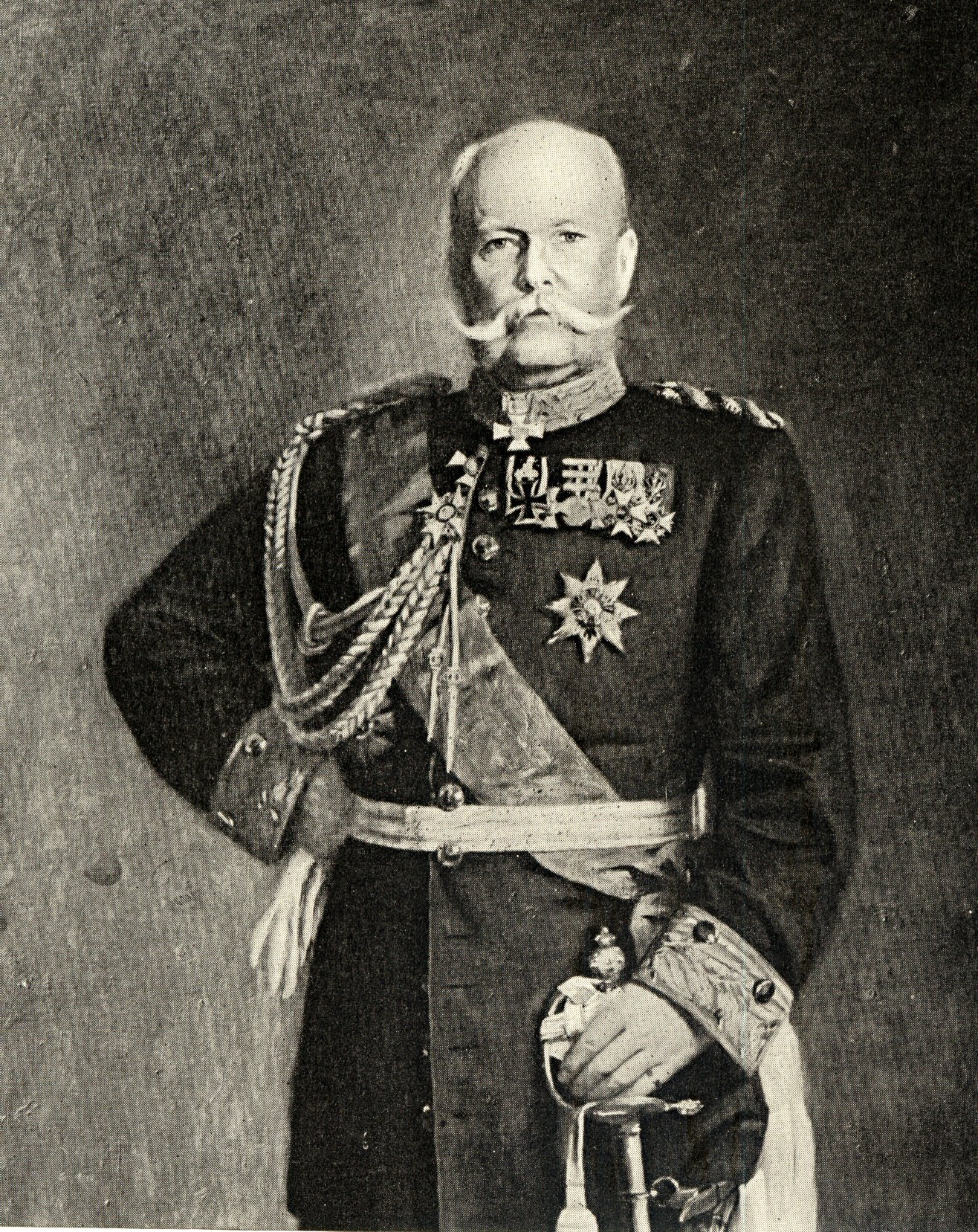
Jacob Clemens Meckel nach 1896

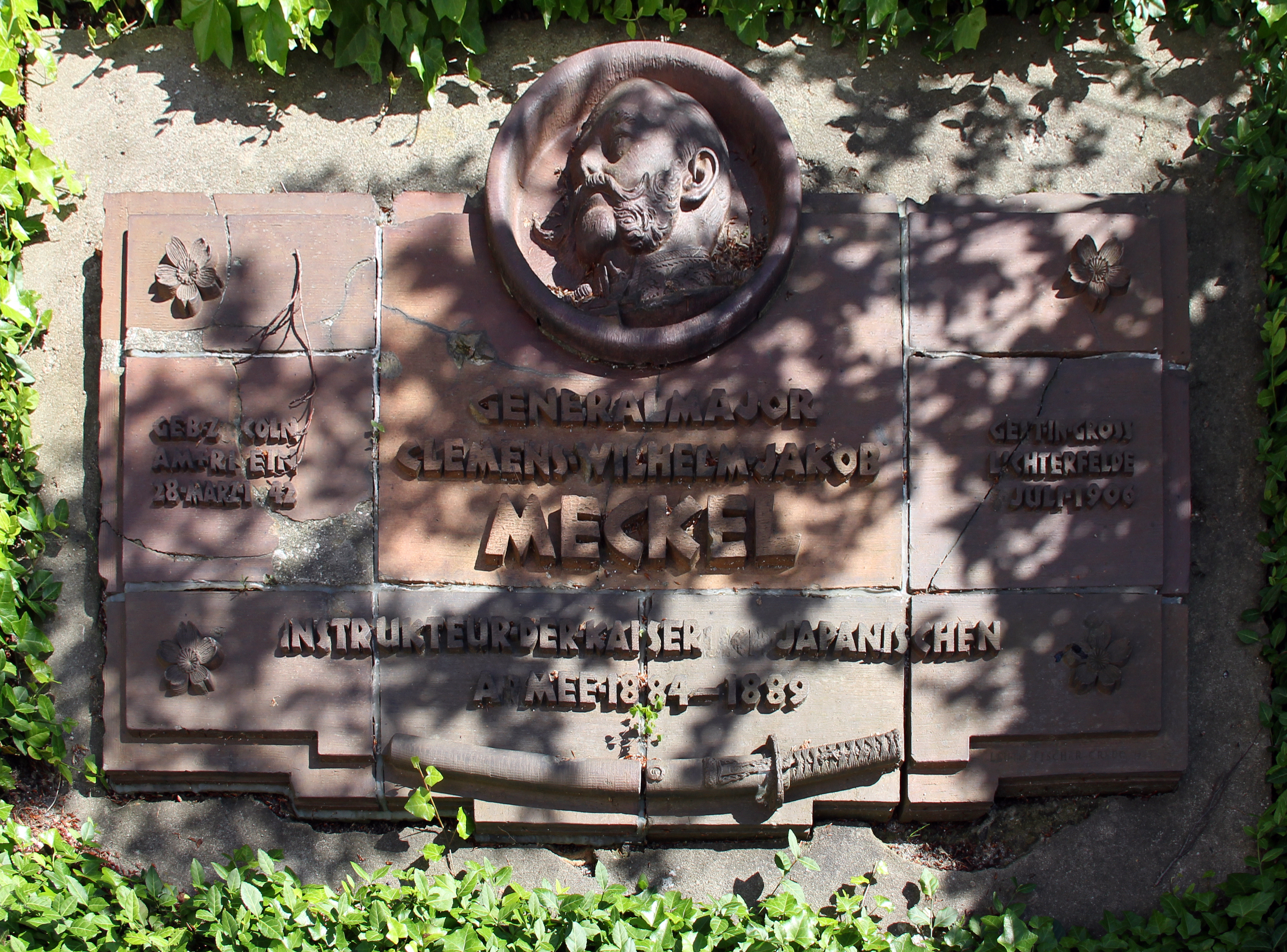
Gedenktafel, Goerzallee 6, in Berlin-Lichterfelde

Klemens Wilhelm Jacob Meckel (* 28. März 1842 in Köln; † 5. Juli 1906 in Groß-Lichterfelde) war ein preußischer Generalmajor sowie Militärberater der japanischen Armee.

## Herkunft
Seine Eltern waren der Kölner Notar Karl Anton Meckel (1808–1881) und dessen Ehefrau Johanna, geborene Führer (1816–1879). Aus der Ehe gingen insgesamt dreizehn Kinder hervor. Sein Bruder Maximilian (1847–1910) war erzbischöflicher Baudirektor in Freiburg, ein weiterer Bruder Wilhelm (1859–1935) wurde preußischer Generalleutnant und Ludwig (1860–1927) ein bekannter Jagdmaler.

## Leben
Jacob Meckel absolvierte seine Schulzeit an sechs verschiedenen Schulorten, die erfolgten Umzüge der Familie waren durch den Vater arbeitsbedingt veranlasst. Während der Schulzeit erlernte er das Klavierspiel. Er war kein besonders guter Schüler. Nach Aussagen seiner Lehrer mangelte es ihm etwas an der familiären Geborgenheit im Elternhaus. Bis 1860 lernte Meckel am Gymnasium in Düren, ohne das Abitur abzulegen. Am 3. Oktober 1860 trat er als Fahnenjunker und Dreijährig-Freiwilliger in das 6. Rheinische Infanterie-Regiment Nr. 68 der Preußischen Armee ein. Er avancierte Mitte Februar 1862 zum Sekondeleutnant und nahm während des Krieges gegen Österreich 1866 an der Schlacht bei Königgrätz teil. Im Oktober des Jahres absolvierte Meckel zur weiteren Ausbildung für drei Jahre die Kriegsakademie. Mitte März 1870 folgte seine Versetzung in das Hessische Infanterie-Regiment Nr. 82 und einen Monat später seine Beförderung zum Premierleutnant. Im folgenden Krieg gegen Frankreich wirkte Meckel in der Schlacht bei Weißenburg, wurde bei Wörth verwundet und kam bei der Belagerung von Paris zum Einsatz.
Ausgezeichnet mit dem Eisernen Kreuz II. Klasse wurde er vor dem Friedensschluss am 2. Mai 1871 unter Stellung à la suite seines Regiments als Lehrer zur Kriegsschule Hannover kommandiert. Hier veröffentlichte er seine erste wissenschaftliche Arbeit mit dem Titel Spezialbericht über den Unterricht in der Taktik und im Jahr darauf erschien Studie über das Kriegsspiel. Hierüber erhielt er mehrere lobende Erwähnungen über die Brauchbarkeit seiner Ausarbeitungen. Im September 1873 nahm er an einem Manöver des Generalstabes des X. Armee-Korps teil und gab im Ergebnis das Lehrmaterial Übungsplan für den Unterricht in der Taktik heraus. Unter Belassung in seinem Kommando wurde Meckel Mitte Oktober à la suite des 4. Thüringischen Infanterie-Regiments Nr. 72 gestellt und Ende November zum Hauptmann befördert. Am 16. Dezember 1876 wurde er unter Enthebung von seinem Kommando und Überweisung zum Großen Generalstab in den Generalstab der Armee nach Berlin versetzt. Ab Oktober 1877 war er als Lehrer zur Kriegsakademie kommandiert und in dieser Eigenschaft wurde er zugleich im Dezember zum Mitglied der Studienkommission ernannt.
Von September bis Oktober 1878 nahm Meckel an militärischen Übungen im Festungskrieg im Elsass teil. Daraus entwickelte er die Schrift Festungs- und Feldarmee. Im Juni 1878 war er Gründungsmitglied der „Hohen Gesellschaft vom Rodensteyn“ in Berlin. In den kommenden Jahren baute er seine wissenschaftliche Beschäftigung mit der militärischen Taktik weiter aus und gab 1881 das Werk Taktik, allgemeine Lehre von der Truppenführung im Felde heraus. Seit Ende März 1881 Major, erfolgte Anfang Juni des Folgejahre seine Versetzung in den Generalstab der 16. Division nach Trier. Hier erschien sein Buch Elemente der Taktik, das besondere Anerkennung beim damaligen Chef des Generalstabes General Helmuth von Moltke fand. Am 5. Februar 1884 wurde Meckel in den Generalstab des XI. Armee-Korps nach Kassel versetzt.

## Wirken in Japan
Im September des gleichen Jahres weilte eine japanische Militärdelegation unter der Leitung des japanischen Kriegsministers Ōyama Iwao (1842–1916) in Berlin. Bei diesem Besuch trug der Gesandte der japanischen Botschaft in Berlin Aoki Shūzō (1844–1914) die Bitte vor, einen erfahrenen preußischen Generalstabsoffizier als Dozent für die japanische Kriegsakademie auszuwählen. Diese Akademie war 1868 in Kyoto zur speziellen Ausbildung von Offizieren für die japanische Armee geschaffen worden. Für diese Aufgabe wird Meckel als geeignet erachtet und für die Dauer von vorerst zwei Jahren beurlaubt. Nach der Verabschiedung durch Reichskanzler Otto von Bismarck im Dezember 1884 trat er im Januar des Folgejahres seine Reise nach Japan an.
Am 18. März 1885 traf Meckel in Japan ein. Auf Grund der kurzen Vorbereitungszeit konnte er sich vorher kein sehr klares Bild von dem machen, was ihn tatsächlich in Japan erwarten würde. Er wusste, dass seit 1866 eine französische Militärmission für die Ausbildung der japanischen Armee verantwortlich war. Die japanische Armee war dadurch auf der Grundlage französischer Erfahrungen organisiert. Ihm war auch bekannt, dass bisher nur ein Deutscher zur Ausbildung von etwa 300 japanischen Soldaten am Dreyse-Zündnadelgewehr herangezogen worden war. Das war der Waffen-Unteroffizier Karl Köppen (1833–1907), der über die Lieferfirma Hartmann & Lehmann empfohlen worden war und sich seit 1869 vor Ort aufhielt. Meckel hatte auch keine Erfahrungen mit dem Buddhismus oder mit dem Konfuzianismus und keine japanischen Sprachkenntnisse.
In der japanischen Kriegsakademie gab es 45 Studenten. Meckel lehrte in der 2. und 3. Kursstufe in den Fächern Taktik, Strategie, Generalstabsdienst und Kriegsgeschichte. Für seinen Unterricht wurden extra zwei Dolmetscher ausgebildet und innerhalb kurzer Zeit wurden auch Lehrgänge für höhere Offiziere eingerichtet. Für diese war vor allem das Wissen über das Führen von militärischen Verbänden vorgesehen. Bereits im November 1885 fand das erste Manöver in der Nähe von Mito statt. Nach Ablauf der ersten Monate wurden durch den japanischen General Katsura Tarō (1848–1913) weitere Aufgaben zur grundlegenden Neuorientierung des japanischen Heeressystems an Meckel herangetragen. Bis zum 1. März 1886 wurden die Militärverwaltungen vereinheitlicht. Er wirkte an der Umstrukturierung des japanischen Heeres, entsprechend dem preußischen Vorbild militärischer Organisationsstrukturen, mit. Um alle damit verbundenen Aufgaben entsprechend dem nun erweiterten Auftrag als Militärberater erfüllen zu können, bat er um die Hinzuziehung eines zweiten deutschen Generalstabsoffiziers. Hermann von Blankenburg traf am 10. Dezember 1886 in Japan ein. Im Oktober 1886 reichte Meckel weitere Reformvorschläge, so die allgemeine Wehrpflicht betreffend, den Aufbau und die Befehlsstruktur größerer Verbände, die Veränderung in der Spitzengliederung, ein. Hier schlug er eine Dreiteilung vor: Die strukturelle Ausrichtung des japanischen Kriegsministeriums als Verwaltungsbehörde, den Generalstab zur Mobilmachung und militärischen Führung der Heeresverbände, und als dritte gleichgestellte Behörde die Generalinspektion mit den Zuständigkeiten für das Personal und das Bildungswesen, zu organisieren. Noch im gleichen Jahr stimmte der Tennō diesen Vorschlägen zu.
Diese Aktivitäten fielen in eine Zeit, in der sich Japan und Deutschland in aktiven Vertragsverhandlungen um die Neuausrichtung ihrer bilateralen Positionen befanden. In diesem Zusammenhang trat der deutsche Botschafter in Tokyo Theodor von Holleben (1838–1913) an Reichskanzler Bismarck heran, den Vertrag von Meckel als „ausländischer Berater“ (o-yatoi gaikokujin), zu verlängern, weil durch sein Wirken Deutschland in viel bessere Verhandlungspositionen käme. Bismarck stimmte dem Vorschlag zu. Zeitnah erhielt Meckel das Angebot einer Vertragsverlängerung um zwei weitere Jahre. Er sagte seine Unterstützung vor Ort bis zum März 1888 zu. Die Entscheidung für weitere Reformen innerhalb des japanischen Militärwesens fiel im August 1887. Für deren Umsetzung schlug Meckel nun vor, dafür den preußischen Major Emin von Wildenbruch (1842–1893) nach Japan zu berufen. Nach dessen Ankunft und einer kurzen Einarbeitungsphase schied Meckel am 16. März 1888 aus dem Lehrkörper der japanischen Heereshochschule aus. Mit großen Ehrungen wurde er in Japan verabschiedet und erhielt aus der Hand des Fürsten Katsura als persönliches Abschiedsgeschenk eine japanische Klinge, die dieser in der Zeit des Bürgerkrieges selbst geführt hatte. Seine Rückreise nach Deutschland trat er am 24. März 1888 an. Während der Überfahrt fertigte er die Berichte und Gutachten über seine Tätigkeiten und gesammelten Erfahrungen an. In dieser Zeit entstand auch eine anonym von ihm herausgegebene militärwissenschaftliche Schrift unter dem Titel Ein Sommernachtstraum.
Unabhängig seiner militärischen Karriere sammelte Meckel während seiner Zeit in Japan eine beachtliche Anzahl an japanischen Kunstwerken, die später über die Sammlung der Kunstsammlerin Marie Meyer und des Kunstwissenschaftlers Ernst Grosse in das Museum für Asiatische Kunst der Staatlichen Museen zu Berlin, Preußischer Kunstbesitz, gelangten.

## Rückkehr nach Deutschland
Noch während der Überfahrt erreichte Meckel seine Beförderung vom 17. April 1888 zum Oberstleutnant. Als etatmäßiger Stabsoffizier wurde er im August 1888 in den Stab des 8. Westfälischen Infanterie-Regiments Nr. 57 nach Wesel versetzt. Hier waren auf Wunsch der japanischen Regierung vier japanische Offiziere für den Zeitraum bis Anfang 1890 durch ihn zu betreuen. Zum Oberst wurde er 1890 befördert und war vom 24. März 1890 bis 16. Mai 1892 Kommandeur des 2. Nassauischen Infanterie-Regiments Nr. 88. Auch hier betreute er auf personenbezogene Nachfrage der japanischen Regierung zwei weitere japanische Offiziere. In diese Zeit fiel auch der Besuch des Chefs des japanischen Generalstabes General Kodama Gentarō (1852–1906) in Deutschland, der an Truppenübungen teilnahm.
Am 18. März 1890 war wegen erheblicher Unstimmigkeiten mit Kaiser Wilhelm II. der Reichskanzler Otto von Bismarck zurückgetreten. Von diesem Zeitpunkt an veränderten sich die deutsch-japanischen Beziehungen, erst nur geringfügig, später dann drastisch. Der neu ins Amt gekommene Staatssekretär im Auswärtigen Amt Adolf Marschall von Bieberstein sah die Förderung der militärischen Zusammenarbeit zwischen beiden Ländern nicht mehr als einen vordergründigen politischen Schwerpunkt. Und es wurden auch keine japanischen Offiziere mehr für gemeinsame Ausbildungsaktivitäten in die Truppe eingeladen. Am 17. Mai 1892 erfolgte die Rückversetzung Meckels in den Großen Generalstab. Er wurde zunächst Chef der Kriegsgeschichtlichen Abteilung und übernahm ab Oktober zugleich wieder eine Lehrtätigkeit an der Kriegsakademie. Im Jahre 1893 erschien die dritte Auflage des Buches von Paul Bronsart von Schellendorff Der Dienst des Generalstabes in Überarbeitung von Meckel. Mitte Juni 1893 erhielt er den Rang und die Gebührnisse eines Brigadekommandeurs. Nach der Teilnahme an den Kaisermanövern im September schrieb er die Studie Über Frontbreiten großer Armeen und wurde durch Diplom vom 17. Oktober 1893 zum Ehrenmitglied der Königlich Schwedischen Akademie der Kriegswissenschaften in Stockholm ernannt. Ende Januar 1894 folgte seine Beförderung zum Generalmajor.
Ende Juli 1894 kam es, wegen der Begehrlichkeit um das Territorium von Korea zum militärischen Konflikt zwischen China und Japan. Mit dem dabei errungenen Sieg über die chinesische Militärstreitmacht, so die Auffassung der politischen Führung in Japan, bestätigte sich die Richtigkeit der von Meckel vorgeschlagenen und zeitweilig begleiteten Reformen in der japanischen Armee. Daraufhin folgten einzelne Entscheidungen japanischer Ministerien die pronociert darauf gerichtet waren die Bedeutung der deutschen Wissenschaften und den Transfer dieses Wissens von Deutschland nach Japan für die Entwicklung Japans zu unterstreichen. So wurde in einem Erlass des Unterrichtsministeriums festgelegt, dass von nun an die deutsche Sprache an den Gymnasien auf den Platz 1 der Fremdsprachen gerückt wird. Für die Universitäten wurde bestimmt, wegen der Bedeutung wissenschaftlicher Erkenntnisse, auch hier Deutsch als eine für die akademische Ausbildung zu pflegende Sprache, zu betrachten ist. Als im Frühjahr 1895 Japan weitere militärische Eroberungen im Süden der Mandschurei anstrebte kam es zum Konflikt mit Deutschland. Denn auf dieses Territorium, zur Gewinnung von neuen Einflussgebieten hatten es auch die kolonialen Bestrebungen des kaiserlichen Deutschland abgesehen. Deshalb änderte Deutschland nun die Haltung zu Japan gravierend. Aber auch Japan änderte in Folge seine Position zu Deutschland. Das löste beträchtliche Störungen im Verhältnis beider Länder zueinander aus. Im Juli 1895 stellte die Hochschule für Deutsche Wissenschaften in Tokyo ihre Spezialkurse über juristische und politische Themen deutscher Herkunft ein.
Am 27. Januar 1895 wurde Meckel zum Oberquartiermeister ernannt und lehrte weiterhin an der Kriegsakademie. Im März erhielt er die Erlaubnis zur Annahme des Großoffizierkreuzes des Ordens der Aufgehenden Sonne und anlässlich des Ordensfestes wurde er im Januar 1896 mit dem Roten Adlerorden II. Klasse mit Eichenlaub ausgezeichnet. Das ging in erster Linie auf das Betreiben des deutschen Botschafters in Tokyo Theodor von Holleben zurück, der die hohe Anerkennung und Wertschätzung seines Wirkens spürbar durch die japanische Seite erfuhr. Und es hatte noch dazu geführt, dass die gemeinsamen Beziehungen zwischen beiden Länder dadurch eine hohe Aufwertung erfuhren. Die Beantragung der Erhebung Meckels in den Adelsstand blieb aber aus. Dazu kam noch erschwerend ein Zwischenfall, der sich im Frühjahr an der Kriegsakademie in Berlin ereignet hatte hinzu. Als Dozent hatte Meckel einem seiner Offiziersschüler, dem Sohn des Gouverneurs von Berlin Wilhelm von Hahnke, die Anerkennung von Qualifikationen für eine Übernahme in den Großen Generalstab verweigert. Unmittelbar danach wurde Meckel vom Lehramt entbunden und am 20. Mai 1896 als Kommandeur der 8. Infanterie-Brigade nach Gnesen versetzt. Darauf meldete sich Meckel krank, reichte seinen Abschied ein und wurde am 6. Juni 1896 mit Pension zur Disposition gestellt.
In dieser Zeit begann Meckel mit der Überarbeitung seiner militärischen Schriften. Darüber hinaus erhielt er häufig Besuch von japanischen Offizieren, die sich aus unterschiedlichen dienstlichen Gründen in Deutschland aufhielten. Im Sommer 1900 kaufte er sich ein Sommerhaus in Schierke im Harz. Zeitgleich zog er mit seiner Ehefrau Carmela in das in Berlin Goerzallee Nr. 6 erworbene Haus. Noch während des japanisch-russischen Krieges 1904 schrieb Meckel das Geleitwort zu Berichten aus dem aktuellen Kriegsschauplatz. Auch als Komponist der Oper „Teja“ und Verfasser des Textbuches bemühte er sich 1905 ein neues Betätigungsfeld zu finden. Da die Handlung der Oper eine sehr deutliche Verherrlichung der Kaiserproklamation von 1871 darstellte, fand die Uraufführung nur im kleinen, „geschlossenen“ Kreis statt. Ähnlich erging es seinem Weihefestspiel „Kaiser Rotbart“. Nochmals eine große Ehrung erfuhr Meckel nach der Rückkehr der japanischen Truppen aus dem Krieg gegen Russland 1906. So fand am 30. April in Tokyo ein feierlicher Gottesdienst zu Ehren Jacob Meckels statt.

## Persönliches
Meckel heiratete am 2. August 1897 in Berlin Carmela von Groll, geborene Schloßberger (1857–1914). Sie war von dem württembergischen General Maximilian von Groll (1845–1912) geschieden und brachte den Sohn Max in die Ehe mit. Eigene Kinder hatte das Paar keine.
In den letzten Jahren hatte Meckel zunehmend gesundheitliche Probleme. Am 5. Juli 1906 starb er an einem Gehirnschlag in seinem Haus in Berlin. An der Trauerfeierlichkeit am 9. Juli in Berlin nahm auch der Militärattachée der japanischen Botschaft teil. Zahlreiche Nachrufe erschienen in japanischen Zeitungen und am 17. Juli ein Nachruf im Militär-Wochenblatt in Deutschland. Am 4. August 1906 fand dann noch eine Gedächtnisfeier zu seinen Ehren an der japanischen Kriegsakademie in Tokyo statt. Seine Beisetzung erfolgte auf dem Berliner Friedhof Lichterfelde.

## Nachwirken
In Achtung seiner Persönlichkeit und Ehrung der Verdienste von Meckel wurde am 7. Juli 1912 im Garten der japanischen Kriegsakademie in Tokyo ein Denkmal mit seiner Büste eingeweiht. Am Wohnhaus von Meckel wurde in Berlin Goerzallee 6 am 19. November 1943 eine Gedenktafel enthüllt. Sie soll die Nachbildung eines japanischen Schreins symbolisieren. Gestiftet wurde die Tafel durch die damaligen Militärführungen von Japan und Deutschland. Der Entwurf dafür stammte von dem Bildhauer Otto Fischer-Credo aus Detmold.

## Schriften
- Studien über die fortschreitende Entwicklung der Infanterietaktik. 1868.
- Spezialbericht über den Unterricht in der Taktik. 1871
- Studien über das Kriegsspiel. 1872.
- Übungsplan für den Unterricht in der Taktik. 1874.
- Lehrbuch der Taktik. 1874–1876.
- Anleitung zum Kriegsspiele. 1875. (2. Auflage 1904.)
- Der verbesserte Kriegsspiel-Apparat. um 1875. (2. Auflage 1900.)
- Die Elemente der Taktik. 1877, 2. Auflage 1883, 3. Auflage als Grundriss der Taktik 1895. (4. Auflage 1897, Digitalisat, PDF der 3. Auflage)
- Festungs- und Feldarmee. 1878.
- Taktik. Allgemeine Lehre von der Truppenführung im Felde. 1881. (2. Auflage 1883, 3. Auflage 1890 als Allgemeine Lehre von der Truppenführung im Krieg)
- Ein Sommernachtstraum. 1888. (Erscheint ohne Angaben zum Autor.)
- Der Dienst des Generalstabes. Autor: Paul Bronsart von Schellendorf, Überarbeitung: Jacob Meckel 1893.
- Über Frontbreiten großer Armeen. 1893.
- Vorwort zu Otto von Gottberg: Mit den Japanern über den Jalu. 1904.